# Wolfgang Oehms

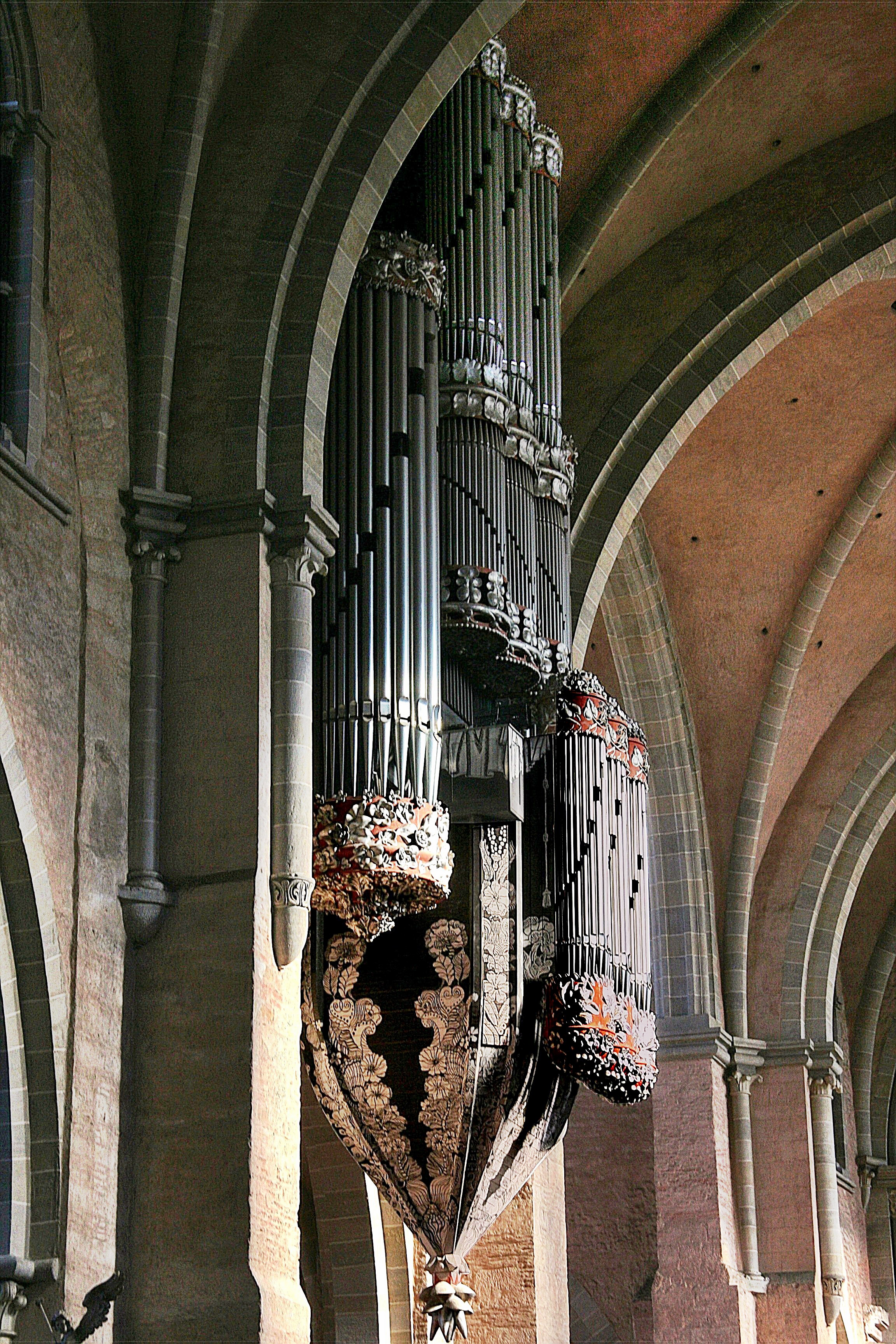
Schwalbennestorgel der Orgelmanufaktur Klais (1974) im Dom zu Trier

Wolfgang Oehms (* 24. Oktober 1932 in Saffig, Landkreis Mayen; † 3. Oktober 1993 in Trier) war ein deutscher Organist.
Oehms studierte Kirchenmusik an der Musikhochschule Köln. 1957 legte er dort sein Konzertexamen ab. Bereits von 1953 bis 1959 amtierte er an der Stiftskirche in Bonn. 1959 wurde er zum Domorganisten nach Trier berufen, wo er bis 1993 wirkte. Er lehrte als Dozent an der Bischöflichen Kirchenmusikschule in Trier und an der Musikhochschule in Saarbrücken. Ab 1969 versah er auch das Amt des Orgelsachverständigen. Oehms konzertierte in Frankreich, Israel, Südafrika, Japan, Thailand, Sri Lanka, Singapur, Hongkong, auf den Philippinen und in den USA.

## Schriften
- Mit Händen und Füßen. Memorabilien eines Organisten. Paulinus, Trier 1988 (³1990), ISBN 3-7902-0110-3.
- Mit Manual und Pfeifen. Neue Memorabilien eines Organisten. Paulinus, Trier 1989, ISBN 3-7902-0115-4.
- Vox coelestis. Ein etwas anderes Orgelbüchlein. Paulinus, Trier 1992, ISBN 3-7902-0099-9.
- Die Orgel im Trierer Dom. In: Neues Trierisches Jahrbuch. Verein Trierisch, 1995, ISSN 0077-7765, S. 228–230.

## Tondokumente
- Die Bambus-Orgel von Las Piñas, Philippinen (Psallite 1976)
- Musik auf der Walcker-Orgel (Musikwissenschaftliche Verlagsgesellschaft 1976)
- Die Orgeln im Dom zu Trier (1993)
- Die Klais-Orgel im Dom zu Trier (Motette-Ursina 1996)
- Charles Marie Widor, 6. Symphonie für Orgel g-Moll op. 42, 2 (Norddeutsches Tonstudio für Kirchenmusik 1981)